# ザポロージャン・コサック
ザポロージャン・コサック、黒海コサック軍あるいは黒海軍（くろかいぐん、ウクライナ語:Військо Запорізьке Низове）は、15世紀後半から18世紀後半にかけて現代のウクライナの中央部に存在し、さまざまな国、特にポーランド、ロシア、トルコと同盟を結んでいたウクライナ・コサックの主要かつ最も強力な軍事政治組織。
これは、リトアニア大公国の南の国境をクリミア・タタール人の攻撃から守るために、チェルカースィ市でオスタップ・ダシュケヴィチによって結成された世界初のコサック軍であった。

フラグ。

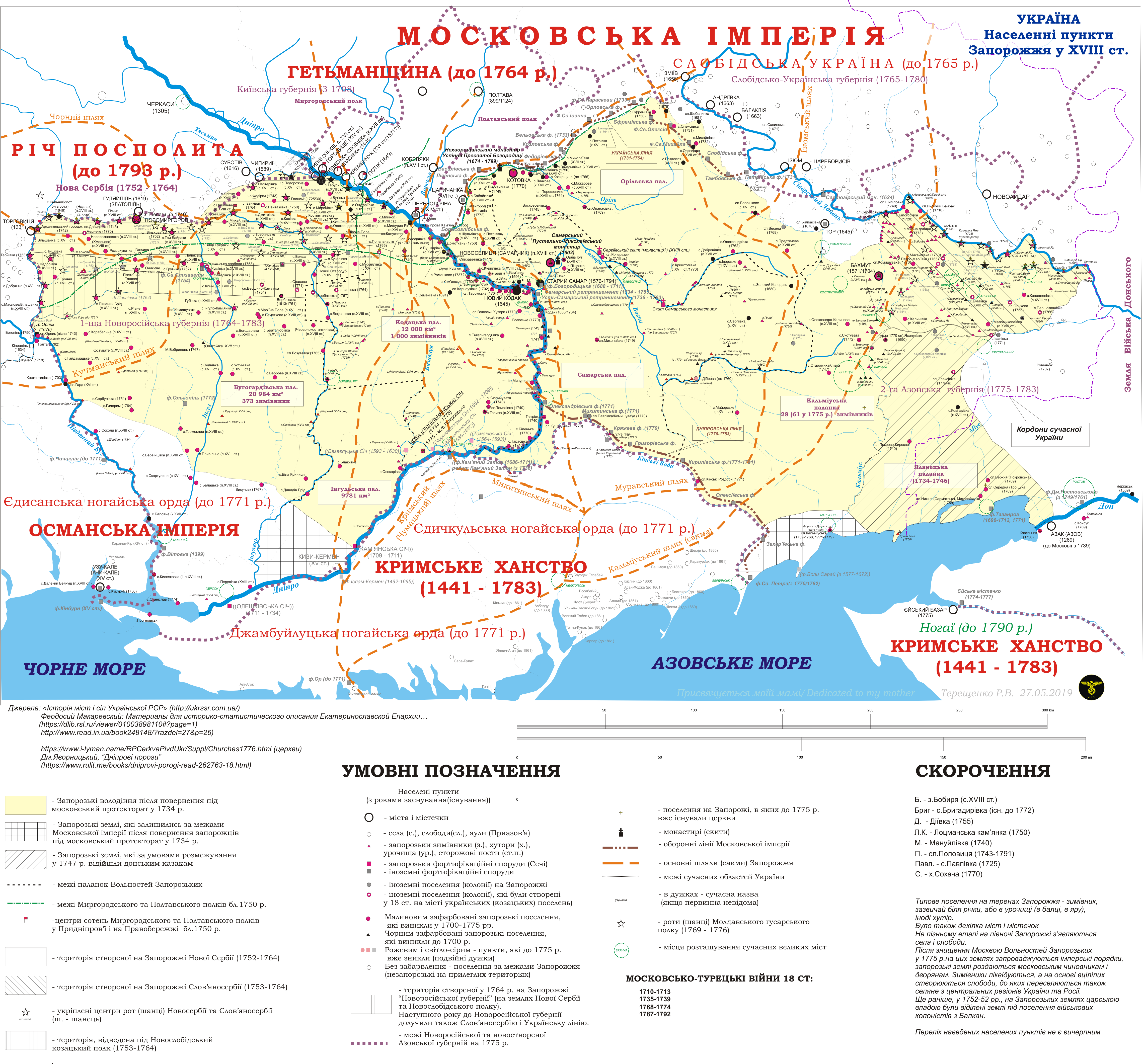
地図。

この軍隊は最も長く存続したが、他のコサック軍とは異なり、いかなる外国勢力にも屈服せず、同盟国を見つけることだけを貫う。
1764年にウクライナ・コサック軍の大部分が壊滅し、戦闘は1775年まで続いた。この時、10万人のロシア軍が聖エリザェータ要塞を出発し、この軍の中心であったシチという城を破壊した。